# Dijkschotelkorst
Dijkschotelkorst (Glaucomaria rupicola) is een korstmos uit de familie Lecanoraceae. Hij groeit op steen in symbiose met de alg Trebouxia.

## Determinatie
Het thallus bestaat uit een veelcellulair vegetatief lichaam. De kleur is witachtig, crèmekleurig tot beige. Het prothallus is grijs-zwart. wanneer deze in contact komt met andere thalli van dezelfde soort. Dez soort heeft regelmatig gevormde, witachtige tot geelachtige berijpte apotheciën (vruchtlichamen). De dunne, weinig opvallende rand van de apotheciën bereikt een grootte van 0,5 tot 1,5 mm. Ze zijn ingedrukt in het thallus of zitten er ingedrukt in. De rand van de apotheciën komt qua kleur overeen met het thallus.
Hij heeft de volgende kenmerkende kleurreacties: thallus K+ (geel), medulla: UV+ (geel), apothecia: C+ (geel) en UV+ (bleek oranje).

## Verspreiding
Het verspreidingsgebied van dijkschotelkorst strekt zich uit over Europa, Noord-Amerika en Australië. In Nederland komt dijkschotelkorst zeldzaam voor. Hij staat niet op de rode lijst en is niet bedreigd.

## Fotogalerij

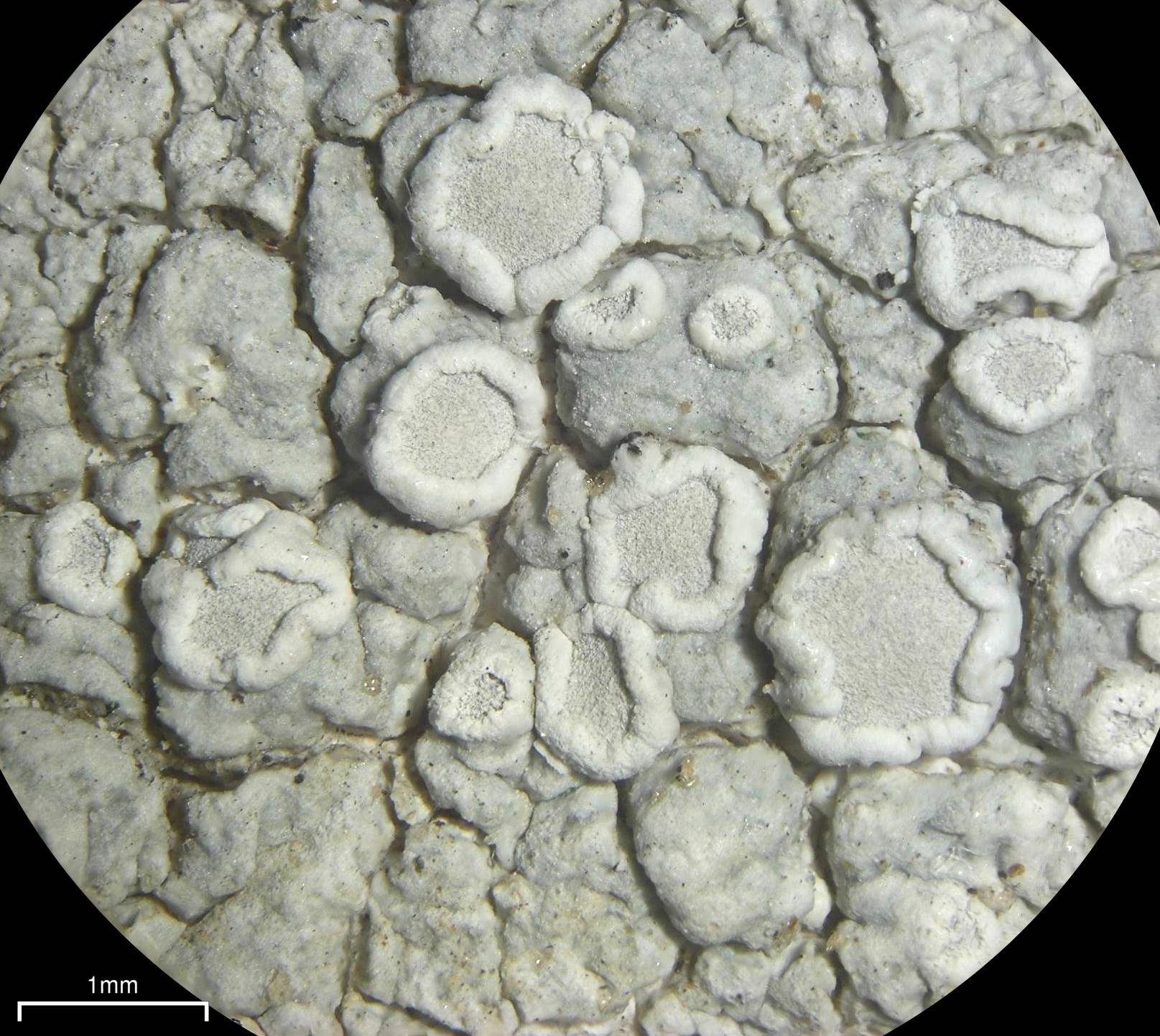
Detail
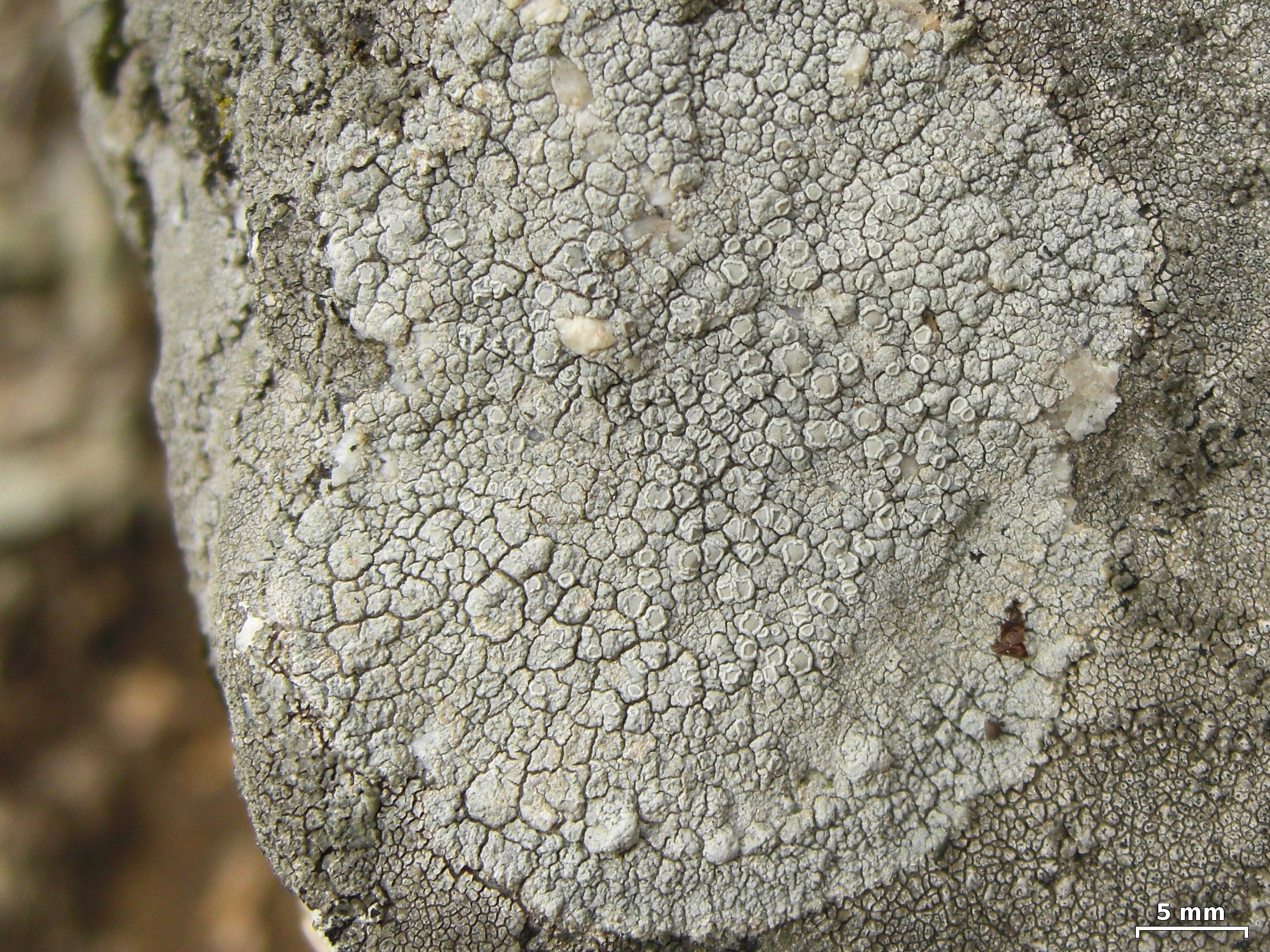
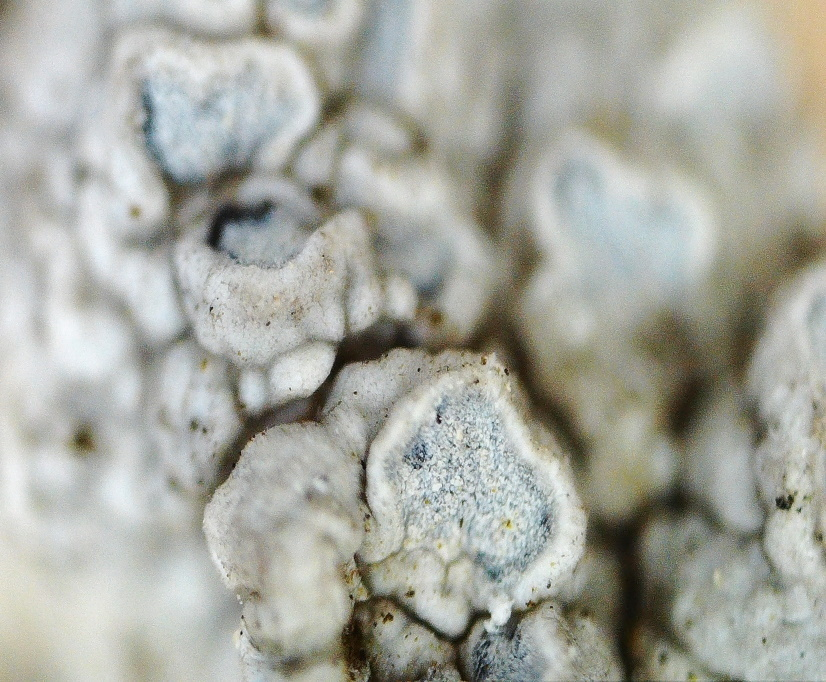